# Monika Lamers
Monika Lamers (* 1. Januar 1941 in Bonn) ist eine deutsche Schriftstellerin.

## Leben
Monika Lamers' Vater war ab 1947 Lehrer an einer Volksschule in Bonn, in der die Familie auch lebte. Sie studierte nach der Schulzeit an der Pädagogischen Hochschule Bonn und war anschließend als Grundschullehrerin und Fachleiterin in einem Studienseminar tätig. Später arbeitete sie als Ghostwriterin und begann mit dem Verfassen literarischer Texte. 1987 nahm sie an der Universität Bonn ein Zweitstudium in den Fächern Philosophie, Politikwissenschaft und Germanistik auf. Lamers lebt heute in Kircheib/Westerwald.
Monika Lamers ist Mitglied des Verbands Deutscher Schriftstellerinnen und Schriftsteller (VS). Sie war mit dem Politiker Karl Lamers verheiratet und hat einen Sohn.

## Werke
- Kindheitsgärten. Erzählungen. Mit Scherenschnitten von Brigitte Springmann. Kid Verlag, Bonn 2018, ISBN 978-3-929386-87-5
- Vom Geschlecht der Engel und anderen Kalamitäten. Bonn 2017, Free Pen Verlag, ISBN 978-3-945177-48-8
- Chancelvie, Bonn 2014, Free-Pen-Verlag, ISBN 978-3-945177-04-4
- An den stillen Ufern des Königs, Bonn 2013, Free-Pen-Verlag, ISBN 978-3-938114-83-4 (ungekürzte überarbeitete Neuausgabe von Der Anachoret)
- Wintersturm, Bonn 2011, Free-Pen-Verlag, ISBN 978-3-938114-62-9
- Der Anachoret, Stuttgart 1993,  Radius-Verlag, ISBN 3-87173-992-8
- Nur du kannst mir helfen, Freiburg (Breisg.) 1979, Kerleverlag, ISBN 3-600-30004-0